# Cantharellus queletii
Cantharellus queletii är en svampart som först beskrevs av René Joseph Justin Ferry, och fick sitt nu gällande namn av Corner 1966. Cantharellus queletii ingår i släktet Cantharellus och familjen kantareller.   Inga underarter finns listade i Catalogue of Life.
Arten är uppkallad efter den franske mykologen Lucien Quélet.